# Marmarospondylus
Marmarospondylus („mramorový obratel“) je pochybný rod sauropodního dinosaura, který žil v období střední jury (věk bath, asi před 168 až 166 miliony let) na území dnešní Velké Británie.

## Historie a popis
Holotyp (NHMUK R.22428) je pouhý jeden izolovaný hrudní obratel, který byl objeven v sedimentech souvrství Marble Forest v lokalitě Bradford-on-Avon ve Wiltshire. Typový druh M. robustus byl formálně popsán paleontologem Richardem Owenem v roce 1875. V současnosti je tento taxon považován za nomen dubium (pochybné jméno), mohlo by se však jednat o zástupce kladu Macronaria.